# Червячна предавка
Червя́чна предавка (зъбно-винтова предавка) – представлява механическа предавка, която осъществява задвижване между червяк (вал с винтова резба) и свързано с него зъбно колело.

## Конструкция
Червякът представлява винт със специална резба в случая с еволвентно зацепване (еволвентен профил на колелото).
Водещият и изходният вал са разположени обикновено под прав ъгъл.

## Приложение
Тази механична предавка намира приложение в широка гама машини и устройства. Така например в мощни задвижвания на преси, прокатни станове, в добивната промишленост и в механизми за управление на корабите. Също така намира приложение и малки механизми като потенциометри в електротехниката.

### Използване в изкуството
За струнните инструменти като например китара се използва механизъм, който трябва да опъне стабилно без възможност за връщане на струните на инструмента. Главата на китарата се намира в края на грифа, от отсрещната страна на тялото на китарата. Към главата са прикрепени ключовете, чиято основна функция е да опъват струните и да поемат породеното от тях напрежение при свирене, освен това от ключовете се контролира обтегнатостта и отпуснатостта на китарните струни.